# Сорьопор II
Баром Реатеа IV (кхмер. បរមរាជាទី៤), также известен как Срей Сорьопор (кхмер. ស្រីសុរិយោពណ៌; 1556 или 1548 — 1619, Удонг, Кампонгспы) — король Камбоджи (1603—1618). Правил под именем Парамараджа VII (санскр. Paramaraja VII) или Баром Реатеа VII (кхмер. បរមរាជាទី៧).
Пришел к власти при поддержке сиамских войск, за что вынужден был признать сюзеренитет королевства Аютия. Большая часть его правления стала для Камбоджи периодом относительно мирного развития.
Полное имя — Брхат Шри Сараваджна Самдач Наранатха Брхат Пада Самдач Сдач Брхат Раджанкария Брхат Парамараджа Рамадипати Брхат Шри Суриябарна Дхармика Раджадхираджа Парама Чакрапатра Махадхиптиндра Нариндра Раттанакаша Упасаджати Махишвара Акка Маха Парашратна Вивадханадиракша Эккараджа Маха Мадханкула Кумбул Крунг Камбуджа Адипати Маха Пуриратна Сандитья Мукутья Буминдра Индипати Гуруратта Раджа Мандисала Махастана Брхат Параманатха Парама Бупатия Амачас Дживитха Лудхибана (санскр. Brhat Sri Saravajna Samdach Naranatha Brhat Pada Samdach Sdach Brhat Rajankariya Brhat Paramaraja Ramadipati Brhat Sri Suriyabarna Dharmika Rajadhiraja Parama Chakrapatra Mahadhiptindra Narindra Rattanakasa Upasajati Mahisvara Akka Maha Parasratna Vivadhanadiraksha Ekkaraja Maha Madhankula Kumbul Krung Kambuja Adipati Maha Puriratna Sanditya Mukutya Bumindra Indipati Gururatta Raja Mandisala Mahasthana Brhat Paramanatha Parama Bupatiya Amachas Jivitha Ludhibana).

## Биография
Принц Срей Сорьопор родился в 1548 году (по другим данным — в 1556 году), был вторым сыном короля Сатхи I и его первой жены и законным наследником престола. 
В 1594 году, когда Камбоджа подверглась нападению Сиама, царствовавший на тот момент король Чей Четта I и его отец — бывший король Сатха I бежали из столицы, а принц Сорьопор вынужден был оборонять город от сиамцев. Помощь ему оказывали испанские и португальские наемники, но несмотря на все усилия в том же году Ловек пал, а принц и еще 90 000 камбоджийцев были доставлены в Аютию. Его дядя, — принц Ниум, — в 1600 году стал регентом и правил под именем Каэв Хуа I. Под давлением знати и буддийского духовенства он был вынужден начать переговоры об освобождении своего племянника. 
В 1601 году принц Сорьопор основал новую столицу Камбоджти — город Удонг. 
В 1603 году при поддержке влиятельной королевы-консорт Девикшатри Сорьопор взошел на трон под именем Баром Рачеа IV. 
Новый король работал над подчинением всех провинций страны и должен был сломить сопротивление бывшего регента, которого казнил в 1611 году. В период правления Баром Рачеа I принц Джая Джетта, будущий король Чей Четта II, смог вернуть контроль над провинциями Бареа и Дунг Най (будущий регион Бьен Хоа), которые были оккупированы Тямпой после восстаний XV века.
Стремясь укрепить социальную базу своей власти, новый король щедро одаривал буддийское духовенство, возводил новые храмы и жаловал им обширные земли. В этот период зависимость Камбоджи от Сиама носила лишь внешние проявления: так при камбоджийском дворе умелось употребления ряда тайских обычаев, в этикете и одежде в частности, при этом в других отношениях Камбоджа сохраняла относительное самоуправление. Страна стала постепенно оправлялась от потрясений конца XVI века, а целый ряд урожайных лет позволил укрепить экономику и народные волнения на некоторое время поутихли. Лишь в 1605 году камбоджийская летопись отмечала локальный мятеж, который возглавили провозгласившие себя королями братья Па Рат и Лак Смина. Это восстание, однако, было быстро подавлено Чей Четтой, который в том же году бежал из Сиама, воспользовавшись замешательством из-за внезапной смерти короля Наресуана.
Будучи обязанным своим восшествием на трон сиамцам, король Баром Рачеа VII признал себя их вассалом и обязал сановников своего двора пользоваться одеждой, формами вежливости и обычаями, имевшими употребление при дворе королевства Аютия. Эта политика взывала резкое недовольство среди его подданных, и незадолго до свей смерти в 1619 году король отрекся от престола в пользу своего старшего сына Чея Четты II.
Воспользовавшись поражениями Сиама в войне с Бирмой в период 1615—1618 гг. Баром Реатеа IV попытался восстановить независимость страны. Однако, опасаясь, что даже ослабленный Сиам не смирится с потерей своего вассала он решил заручиться поддержкой сильного союзника. Так в 1618 году Баром Реатеа IV обратился к правителю Южного Вьетнама Шай Выонгу с просьбой о заключении династического брака — выдать его дочь Анг Чув за его сына Чей Четту.

### Отречение
В году 1618 году семидесятидвухлетний Баром Реатеа IV отрекся от престола в пользу своего старшего сына Чея Четты. Однако согласно традиции, установившейся по всей видимости в XIV веке, должность монарха в Камбодже на тот момент была выборной. Даже в том случае, если король сам мог назначить себе преемника, ему все равно требовалось одобрение Совета знати. Так летопись XVII века упоминает в качестве выборщиков «министров, мандаринов и королевских служителей». По мнению Берзина в их число входили все находившиеся в столице чиновники, однако, как и в XIX веке, право решающего голоса оставалось за пятью главными министрами (чауфеа — первый министр, йоммореат — министр юстиции и полиции, веанг — министр Двора и финансов, кралахом — морской министр, чакрей — военный министр). Как пишет Берзин, получив от Совета согласие на коронацию Чея Четты, Баром Реатеа IV предотвратил возможность борьбы за власть после своей смерти среди многочисленных членов королевской династии, а такая борьба по его мнению являлась обычным явлением в Камбодже XVI–XVII вв. и была бы особенно губительной в момент надвигавшейся войны с Сиамом.

### На русском языке
- Берзин Э. О. Юго-Восточная Азия и экспансия Запада в XVII - начале XVIII век. — М.: Наука, 1987.
- Сафронов, Б. В. Новая история стран Азии и Африки : учеб. пособие для бакалавриата и магистратуры / Борис Сафронов, Юрий Лосев. — 2-е изд., испр. и доп. — М.: Издательство Юрайт, 2019. — 305 с. — ISBN 978-5-534-10425-7.